# Karl Hoffmann (członek SS)
Karl Hoffmann (ur. 31 lipca 1902, zm. ?) –  oficer SS, w stopniu SS-Sturmbannführera, pełniący różnorodne funkcje w strukturach Sicherheitsdienst (SD) oraz Waffen-SS w okresie II wojny światowej.
Hoffmann pełnił funkcję dyrektora szkoły SS  w Bernau, która była jedną z głównych instytucji szkoleniowych Sicherheitsdienst. W 1939 roku tymczasowo został przydzielony do oddziału realizującego operację „Tannenberg”, mającą na celu eliminację polskiej inteligencji i przywódców społecznych.  Brał udział w nieudanej próbie prowokacji w Stodołach (wówczas Hochlinden) w nocy z 25 na 26 sierpnia 1939 roku. Po usunięciu z dowództwa akcji Hellwiga, Hoffmann objął funkcję dowódcy grupy udającej „polskich” napastników.
Po tych wydarzeniach został mianowany komendantem jednej z innych szkół SD, tzw. SD-Funkschule (szkoły radiowej) mieszczącej się w zamku Grünberg w pobliżu Nepomuka na terenie Protektoratu Czech i Moraw. 
Po jej zamknięciu w kwietniu 1943, jej personel przeniesiono do Sicherheitspolizeischule Drögen (Fürstenberg/Havel), a Hoffmann został skierowany do służby wojskowej w strukturach Waffen-SS. Pod koniec wojny pełnił funkcję dowódcy pierwszego dywizjonu w 18. pułku artylerii SS oraz dowodził 39. pułkiem grenadierów pancernych SS wchodzącym w skład 18. Ochotniczej Dywizji Grenadierów Pancernych SS „Horst Wessel”. Dywizja ta została utworzona w styczniu 1944 roku i składała się głównie z volksdeutschów z Węgier oraz żołnierzy 1. Brygady Zmotoryzowanej SS. Brała udział w działaniach przeciwpartyzanckich w Chorwacji, tłumieniu słowackiego powstania narodowego oraz walkach na Węgrzech i w Czechosłowacji.